# Recetor
Recetor là một khu tự quản thuộc tỉnh Casanare, Colombia. Thủ phủ của khu tự quản Recetor đóng tại Recetor Khu tự quản Recetor có diện tích 179 ki lô mét vuông. Đến thời điểm ngày 28 tháng 5 năm 2005, khu tự quản Recetor có dân số 114 người.